# Vomitor
Vomitor ist eine australische Thrash- und Death-Metal-Band aus Whyalla, die 1999 gegründet wurde. Die Gruppe hat ihren Sitz mittlerweile ins irische Dublin verlegt.

## Geschichte
Die Band wurde Mitte 1999 von dem Sänger und Gitarrist Rob „Death Dealer“ Curry gegründet, nachdem er Spear of Longinus verlassen hatte. Für Vomitor verwendete er fast alle Lieder von Vulgar, einer Band aus dem Jahr 1992, in der er zusammen mit Chris „Volcano“ Broadway von Abominator war. Ergänzt wurde die Besetzung durch den Bassisten Anton Vomit und den Schlagzeuger Big Lee Griffiths, der ebenfalls bei Spear of Longinus tätig war. Zwei Wochen später erschien ein erstes Demo. Im Jahr 2000 erschien das Demo Neutron Hammer, das ursprünglich für Spear of Longinus gedacht war. Danach verließ Griffiths die Besetzung und wurde durch BC ersetzt, woraufhin 2002 das Debütalbum Bleeding the Priest über Metal Blood Music erschien. Die Aufnahmen hierfür hatten neun Stunden, das Abmischen zwölf Stunden und das Mastern elf Stunden gedauert. Anschließend trat Griffiths der Band wieder bei, ehe 2003 Auftritte mit Incantation folgten. Nach mehreren Jahren Inaktivität folgten im Februar 2008 weitere Auftritte, bei denen Marcus Hellcunt von Gospel of the Horns das Schlagzeug übernahm. Griffiths hatte die Band zuvor verlassen, um Grippuid zu gründen. 2009 erschien das Live-Album Cry from the Underground über Hells Headbangers Records, dem sich 2010 das Studioalbum Devils Poison bei Kneel Before the Master’s Throne Records anschloss. 2011 nahm die Band am Hole in the Sky Festival in Bergen teil. Neben Curry konnten die anderen Mitglieder nicht teilnehmen, woraufhin Erik Danielsson und Davide „Set Teitan“ Totaro von Watain aushalfen. 2012 spielte die Gruppe zusammen mit Evil Invaders und trat außerdem in Europa auf. Im folgenden Jahr nahm die Gruppe unter anderem am Hell’s Pleasure teil. 2016 schloss sich über Invictus Productions unter dem Namen Prayers to Hell das nächste Studioalbum an.

## Stil
Andy Cunningham von metalireland.com verglich Bleeding the Priest mit Metallicas Kill ’Em All und Sodom. Devils Poison sei eher aggressiver und primitiver Death Metal. Im Interview mit Cunningham gab Curry frühen Speed- und Death-Metal als Einflüsse an. Die Songs handeln von Satanismus und Zerstörung, wovon laut Curry alle Metal-Songs handeln sollten. Brian Giffin ordnete die Band in seiner Encyclopedia of Australian Heavy Metal dem Death- und Thrash-Metal zu. Jon Kristiansen verglich in Metalion: The Slayer Mag Diaries das Album Bleeding the Priest mit Sodoms Obsessed by Cruelty sowie mit Veröffentlichungen von südamerikanischen Bands wie etwa Holocausto. Robert Müller vom Metal Hammer schrieb in seiner Rezension zu The Escalation, dass hierauf Thrash Metal im Old-School-Stil zu hören ist. Das Album enthalte teilweise holprige, nicht einprägsame Songs und verwende „Billo-Riffs“, die mit einem asthmatischen kombiniert werden würden.

## Diskografie
- 1999: 06/09/1999 Rehearsal (Demo, Devils Metal Legion Records)
- 1999: Roar of War (Demo, Devils Metal Legion Records)
- 2000: Neutron Hammer (Demo, BlackAce Records)
- 2000: Rehearsal (Demo, Eigenveröffentlichung)
- 2002: Bleeding the Priest (Album, Metal Blood Music)
- 2002: Blood from the Grave Rehearsal (Demo, Eigenveröffentlichung)
- 2002: Violent Grave Rehearsal (Demo, Eigenveröffentlichung)
- 2002: Violent Grave Rehearsal (Demo, Time Before Time Records)
- 2004: Outbreak of Evil (Split mit Bestial Mockery, Toxic Holocaust und Nocturnal, Witching Metal Records)
- 2009: Cry from the Underground (Live-Album, Hells Headbangers Records)
- 2010: Devils Poison (Album, Kneel Before the Master’s Throne Records)
- 2012: The Escalation (Album, Invictus Productions)
- 2013: Bleeding Newcastle (Live-Album, Sacrificial Tapes Records)
- 2014: Bleedin’ Dublin (Live-Album, Sarlacc Productions)
- 2016: Prayers to Hell (Album, Invictus Productions)
- 2016: Roar of War (Kompilation, Iron Bonehead Productions)